# Ɛ̱
Cette page contient des caractères spéciaux ou non latins. S’ils s’affichent mal (▯, ?, etc.), consultez la page d’aide Unicode.
Ne doit pas être confondu avec Epsilon macron souscrit (lettre grecque).
Ɛ̱ (minuscule : ɛ̱), appelé epsilon macron souscrit ou E ouvert macron souscrit, est un graphème utilisé dans l’écriture du karimojong, du nuer, de l’otomi de Tenango, et du pame central.
Il s’agit de la lettre latine epsilon diacritée d’un macron souscrit.

## Représentations informatiques
Le E ouvert macron souscrit peut être représenté avec les caractères Unicode suivants :
- décomposé (latin étendu B, Alphabet phonétique international, diacritiques) :

| formes    | représentations | chaînes de caractères | points de code | descriptions                                                 |
| --------- | --------------- | --------------------- | -------------- | ------------------------------------------------------------ |
| majuscule | Ɛ̱               | Ɛ◌̱                    | U+0190 U+0331  | lettre majuscule latine e ouvert diacritique macron souscrit |
| minuscule | ɛ̱               | ɛ◌̱                    | U+025B U+0331  | lettre minuscule latine epsilon diacritique macron souscrit  |

## Sources
- El Nuevo Testamento en el otomí de Tenango (Ja ua ra̱ 'da'yo cohi bi gohmi̱ Oja̱ yø ja̱'i̱), La Liga Bíblica, 1975 (version numérique 2009)
- (es) Prólogo al alfabeto otomí, México, D.F., Instituto Lingüístico de Verano, A.C., 1956 (présentation en ligne, lire en ligne)